# XI legislatura del Parlamento de Andalucía
La xi legislatura del Parlamento de Andalucía comenzó el 27 de diciembre de 2018 cuando, tras la celebración de las elecciones autonómicas del mismo año, se constituyó el Parlamento de Andalucía y terminó el 26 de abril de 2022 tras la publicación en el BOJA del decreto de convocatoria de elecciones. Le precedió la x legislatura y fue sucedida por la xii legislatura.

## Inicio de la legislatura

### Constitución del Parlamento de Andalucía
Tras las elecciones al Parlamento de Andalucía celebradas el 2 de diciembre de 2018, el PSOE-A ganó nuevamente las elecciones, obteniendo mayoría relativa en la cámara. Sin embargo, por primera vez en Andalucía, la suma de las formaciones de derecha tenía la mayoría absoluta, con 59 escaños, frente a la suma de las de izquierda, con 50 escaños. Debido a ello, tras un pacto previo, los votos de Partido Popular, Ciudadanos y Vox propiciaron que Marta Bosquet, de Ciudadanos, se alzase con la Presidencia del Parlamento de Andalucía. Además, estos partidos, fruto del mismo pacto antes mencionado, también obtuvieron el control de la Mesa del Parlamento con 5 miembros (2 del PP-A, 2 de Cs, 1 de VOX) frente a los 2 socialistas. Como consecuencia directa, también por primera vez, el Parlamento de Andalucía no está presidido por un diputado de izquierdas y es el único órgano a nivel autonómico que está presidido por Ciudadanos.
El Parlamento de Andalucía quedó constituido el jueves 27 de diciembre de 2018. Ese mismo día también fueron designados los miembros de la Mesa del Parlamento. Marta Bosquet, de Ciudadanos, fue elegida Presidenta del Parlamento de Andalucía con 59 votos favorables, provenientes del Partido Popular, Ciudadanos y Vox, frente a los 50 votos que obtuvo la candidata propuesta por Adelante Andalucía, Inmaculada Nieto.
Tras la polémica surgida por la no representación de Adelante Andalucía en la Mesa del Parlamento y sí la de Vox, a pesar de tener más votos y escaños, la confluencia de izquierdas y el PSOE-A presentaron un recurso a la Mesa del Parlamento basándose en el artículo 36 del Reglamento. Así, Ana Naranjo ocuparía el cargo de Representande de Grupo Parlamentario, con voz pero sin voto, en la Mesa del Parlamento.
| Cargo                                                          | Titular                       | Partido                      |
| Presidenta                                                     | Marta Bosquet Aznar           | Ciudadanos                   |
| Vicepresidenta primera                                         | María Esperanza Oña Sevilla   | PP-A                         |
| Vicepresidenta segunda                                         | María Teresa Jiménez Vílchez  | PSOE-A                       |
| Vicepresidente tercero                                         | Julio Jesús Díaz Robledo      | Ciudadanos                   |
| Secretaria primera                                             | Verónica Pérez Fernández      | PSOE-A                       |
| Secretario segundo                                             | Manuel Andrés González Rivera | PP-A                         |
| Secretario tercero                                             | Manuel Gavira Florentino      | Vox                          |
| Representante de Grupo Parlamentario en la Mesa del Parlamento | Jesús Fernández Martín        | Unidas Podemos por Andalucía |

### Formación de los grupos parlamentarios
El plazo para la constitución de los grupos parlamentarios, regulado por el artículo 21.1 del Reglamento del Parlamento, finalizó el jueves 3 de enero de 2019, según lo acordado por la Mesa del Parlamento. De este modo se presentaron cinco peticiones de registro de grupo parlamentario, todas ellas aprobadas.
| Grupo Parlamentario             | Grupo Parlamentario | Integrantes                                             | Diputados |
|                                 | Socialista          | Partido Socialista Obrero Español de Andalucía (PSOE-A) | 33        |
|                                 | Popular Andaluz     | Partido Popular Andaluz (PPA)                           | 26        |
|                                 | Ciudadanos          | Ciudadanos-Partido de la Ciudadanía (Cs)                | 21        |
|                                 | Adelante Andalucía  | Adelante Andalucía (AA)                                 | 17        |
|                                 | Vox en Andalucía    | Vox                                                     | 12        |
| Fuente: Parlamento de Andalucía |                     |                                                         |           |

#### Cambios en la composición de los grupos parlamentarios
Antonio Maíllo fue portavoz del Grupo Parlamentario Adelante Andalucía del 2 de enero al 17 de junio de 2019, tras anunciar su retirada de la vida política por motivos personales. A partir de entonces, Inmaculada Nieto asumió el cargo.
Mario Jiménez fue portavoz del Grupo Parlamentario Socialista del 5 de febrero al 29 de julio de 2019. Cargo que, a partir de entonces, ocupó José Fiscal.
Luz Belinda Rodríguez, diputada por Almería, abandonó el Grupo Parlamentario de Vox el 21 de enero de 2020 aduciendo acoso laboral con lo que automáticamente pasó a ser Diputada no Adscrita y descendiendo el número de parlamentarios de Vox hasta 11. El 18 de marzo de 2020 anunció su incorporación como independiente a Falange Española de las JONS.
El 28 de octubre de 2020, Podemos Andalucía presentó un escrito en el que solicitaba la expulsión de 9 diputados, miembros de Anticapitalistas, del Grupo Parlamentario Adelante Andalucía aduciendo «transfugismo» de estos diputados, al haber abandonado la formación y retener el acta de diputado. La Mesa del Parlamento, votó a favor basándose en el Pacto de Estabilidad Institucional. Finalmente, el 18 de noviembre se llevó a cabo la votación respecto a éste asunto con resultado favorable. Quedando así el grupo reducido a 8 miembros.
Meses más tarde, el 30 de junio de 2021, el Grupo Parlamentario de Adelante Andalucía presentó un escrito para cambiar su denominación a Grupo Parlamentario Unidas Podemos por Andalucía, nombre que venía usando de forma oficiosa desde el 26 de febrero ante el registro de la marca Adelante Andalucía por parte de los miembros expulsados anteriormente. Esto a su vez provocó que dos diputadas no pertenecientes ni a Podemos ni a IULV-CA abandonasen el grupo parlamentario.
| Grupo Parlamentario             | Grupo Parlamentario          | Integrantes | Portavoz | Líder | Diputados |
|                                 | Socialista                   | Partido Socialista Obrero Español de Andalucía (PSOE-A) | José Fiscal | Juan Espadas | 33        |
|                                 | Popular Andaluz              | Partido Popular Andaluz (PPA) | José Antonio Nieto | Juan Manuel Moreno | 26        |
|                                 | Ciudadanos                   | Ciudadanos-Partido de la Ciudadanía (Cs) | Mónica Moreno | Juan Marín | 21        |
|                                 | Vox en Andalucía             | Vox | Manuel Gavira | Alejandro Hernández | 11        |
|                                 | Unidas Podemos por Andalucía | Unidas Podemos por Andalucía (UP) | Inmaculada Nieto | Martina Velarde Toni Valero | 6         |
|                                 | No adscritos                 | Ángela Aguilera Diego Crespo Luz Marina Dorado José Ignacio García María del Carmen García María Vanessa García María Gracia González Nacho Molina María Isabel Mora Luz Belinda Rodríguez Teresa Rodríguez Ana Villaverde | Ángela Aguilera Diego Crespo Luz Marina Dorado José Ignacio García María del Carmen García María Vanessa García María Gracia González Nacho Molina María Isabel Mora Luz Belinda Rodríguez Teresa Rodríguez Ana Villaverde | Ángela Aguilera Diego Crespo Luz Marina Dorado José Ignacio García María del Carmen García María Vanessa García María Gracia González Nacho Molina María Isabel Mora Luz Belinda Rodríguez Teresa Rodríguez Ana Villaverde | 12        |
| Fuente: Parlamento de Andalucía |                              | | | |           |

### Investidura
La propuesta de candidato a la Presidencia de la Junta de Andalucía por parte de la Presidenta del Parlamento, contemplada en los artículos 118.2 del Estatuto de Autonomía de Andalucía y el 138.1 del Reglamento del Parlamento, marcaba que la fecha límite es el 16 de enero de 2019.
Tras realizar una ronda de contactos, la Presidenta del Parlamento, Marta Bosquet, convocó a la prensa el 10 de enero de 2019 para anunciar la propuesta al Pleno de la Cámara de la candidatura de Juan Manuel Moreno (PP) como candidato a Presidente de la Junta de Andalucía. Asimismo, anunció que la sesión de investidura se celebrará los días 15 y 16 de enero de 2019.
Paralelamente, la prensa se hacía eco de la renuncia del PSOE-A a presentar un candidato alternativo a la Presidencia de la Junta de Andalucía en la sesión de investidura y que Susana Díaz ejercerá como líder de la oposición por no contar con los apoyos necesarios.
| Candidato          | Fecha                                                    | Voto  |    |    |    |    |    | Total  |
| ------------------ | -------------------------------------------------------- | ----- | -- | -- | -- | -- | -- | ------ |
| Juan Manuel Moreno | 16 de enero de 2019 Mayoría requerida: Absoluta (55/109) | Sí    |    | 26 | 21 |    | 12 | 59/109 |
| Juan Manuel Moreno | 16 de enero de 2019 Mayoría requerida: Absoluta (55/109) | No    | 33 |    |    | 17 |    | 50/109 |
| Juan Manuel Moreno | 16 de enero de 2019 Mayoría requerida: Absoluta (55/109) | Abst. |    |    |    |    |    | 0/109  |
| Fuentes:           |                                                          |       |    |    |    |    |    |        |

Juan Manuel Moreno tomaría posesión de su cargo el día 18 de enero de 2019 en un acto realizado en el Parlamento de Andalucía.

## Gobierno
Tras la firma de varios acuerdos para la formación de la Mesa del Parlamento, de investidura y gobierno que resultó en el nombramiento de Juan Manuel Moreno como Presidente de la Junta de Andalucía, este anunció la composición de su gobierno el 21 de enero de 2019 en una rueda de prensa en el Palacio de San Telmo. El gobierno estaría formado por 11 consejerías en total, 2 menos que en la legislatura anterior, compuestas por 6 consejerías a propuesta del Partido Popular y 5 consejerías a propuesta de Ciudadanos. Los consejeros juraron su cargo y recibieron las carteras de sus antecesores el día 22 de enero de 2019.